# Notoxus vespermanni
Notoxus vespermanni es una especie de coleóptero de la familia Anthicidae.

## Distribución geográfica
Habita en Mozambique.